# Menesia nigra
Menesia nigra es una especie de escarabajo longicornio del género Menesia, categorizada en la tribu Saperdini, de la subfamilia Lamiinae. Fue descrita por Aurivillius en 1922.

## Descripción
Mide 9 mm de longitud.

## Distribución
Se distribuye por Malasia (Borneo).